# La macchina della violenza
La macchina della violenza (The Big Game) è un film poliziesco del 1973, scritto e diretto da Robert Day.

## Trama
Il Prof. Handely ha fabbricato una macchina capace di controllare gli istinti primordiali umani. Per impedire che l'apparecchio venga utilizzato a scopo pacifico, Wong, boss di un'organizzazione malavitosa, ricatta il figlio dello scienziato e lo costringe a collaborare al diabolico piano.

## Produzione
Il film venne girato a Roma, Città del Capo e Hong Kong.
Il soggetto della pellicola è stato tratto dall'omonimo romanzo di Ralph Anders.

## Colonna sonora
Il commento musicale venne curato e diretto dal maestro De Masi. La colonna sonora è stata pubblicata dalla Beat Records Company. In commercio esistono versioni long play a tiratura limitata.

## Distribuzione
La macchina della violenza venne distribuito nelle sale italiane a partire dal 2 aprile 1973. È stato edito in home video ed è presente nelle principali piattaforme streaming.

## Accoglienza
(Fantafilm.it)